# Zerstörer 1938B
Zerstörer 1938B var en planerad klass av tyska jagare från tiden strax före det andra världskriget.
Vid samma tidpunkt som de stora jagarna av Zerstörer 1938A/Ac-klassen påbörjades påbörjade man även en fartygsklass av mindre jagare för operationer i ksutnära vatten och speciellt i Östersjön.
Fartygen kunde jämföras med de brittiska A- H-klassjagarna mellan krigen, men den lätta luftvärnsbestyckningen var till och med otillräcklig under fredstid.
Sommaren 1939 beställdes 12 av dessa fartyg. Dessa skulle lavereras fram till 1945. Tre veckor efter andra världskrigets utbrott avbeställdes samtliga fartyg och ytterligare fartyg av Zerstörer 1936A-klassen beställdes istället.